# واپوو
واپُوو (به کرواتی: Valpovo) شهری در اوسییک-بارانجا کشور کرواسی است که جمعیت آن در سال ۲۰۱۱ میلادی ۱۱٬۲۸۶ نفر بوده‌است.